# トール (仮装巡洋艦)
| 「サンタ・クルツ」時代の船影 | |
| 船歴                         | |
| 起工:                        | |
| 進水:                        | |
| 竣工:                        | 1938年（商船サンタ・クルツ）                                                                                       |
| 就役:                        | 1940年3月（仮装巡洋艦トール）                                                                                      |
| その後:                      | 1942年11月30日に事故で喪失                                                                                         |
| 主要目                       | |
| 総トン数                     | 7,000トン |
| 載貨重量トン数               | 3,862トン |
| 全長:                        | 122 m |
| 垂線間長:                    | |
| 全幅:                        | 16.7 m |
| 型深:                        | |
| 吃水:                        | 8.1 m |
| 主機:                        | 形式不明重油専焼高温水管缶2基 +AEG式ギヤード・タービン1基1軸推進                                                   |
| 出力:                        | 6,500cv |
| 航海速力:                    | 17.0ノット |
| 最高速力:                    | 18.0ノット |
| 航続距離:                    | 40,000海里 |
| 乗員:                        | 349名 |
| 武装:                        | 15cm（45口径）単装速射砲6基6門 3.7cm（83口径）単装機関砲2基2門 2cm（65口径）単装機銃4丁 53.3cm魚雷発射管連装2基4門 |
| 航空兵装                     | 水上機：アラド Ar196水上偵察機 1機 クレーン1基                                                                     |

トール（Thor）は第二次世界大戦時のドイツ海軍の仮装巡洋艦。1938年に竣工した商船「サンタ・クルツ（Santa Cruz）」を改装した船である。

## 概要
ドイツ海軍は、トールを軍艦10号（Schiff 10）と呼び、イギリス海軍は同船を「Raider-E」（襲撃艦 E）と名づけていた。
生涯で2回の出撃を行ない、計22隻、155,000トンを、拿捕または撃沈した。
コメートを除けばドイツの仮装巡洋艦でも最も小型であるが、1回目の出撃時にはイギリスの仮装巡洋艦3隻と闘い、2隻を戦闘不能にし、1隻を撃沈している。
戦闘直前に水上偵察機を有刺鉄線を垂らした状態で敵商船の上空すれすれを飛行させ、空中線を切断して無線通信を不可能にしてから、襲撃するという戦法をとった。しかしながら、1942年7月20日のイギリス貨物船インダスとの交戦時には、空中線の切断に失敗し、自身の位置を無線で暴露されたために、いったん通商破壊戦を切り上げ、日本へと向かった。
1942年11月30日横浜港に停泊中に、隣接していたドイツのタンカー、ウッカーマルクの爆発に巻き込まれ、沈没した。(横浜港ドイツ軍艦爆発事件)

## 艦歴
「トール」の前身はOldenburg-Portuguesische Lineのバナナ運搬船「Santa Cruz」。

### 1回目の出撃
1940年6月6日にキールより出航した「トール」はノルウェー海を経て大西洋へ進出。ユーゴスラビア船「Vir」に偽装した。艦長はオットー・ケーラーであった。
7月1日、アスファルトや機械類、ガソリンを積んだオランダ船「Kertosno」を停船させ拿捕。同船はフランスへ送られ、7月12日にロリアンに着いている。7月7日、赤道を通過。同日、皮革、綿を積んだイギリス船「Delambra」（7032トン）を沈めた。「Delambra」は「トール」から離れようとしたが、追跡を受け砲撃されて命中弾を受けると停止。爆薬によって沈められた。7月9日、小麦を積んだベルギー船「Bruges」（4983トン）を沈めた。7月14日、小麦、もみがらを積んだイギリス船「Gracefield」（4631トン）を沈めた。停船させ、乗員の収容などを行った後、「トール」は魚雷2本を発射したが、1本しか命中せず、もう1本は「Gracefield」の周りをまわって当たらなかった。その後の砲撃によって「Gracefield」は沈んだ。7月16日、石炭を積んだイギリス船「Wendover」（5489トン）を発見。同船が砲を搭載していたことから「トール」は砲撃を行い、被弾し火災が広がると「Wendover」の船長は退船命令を出した。仕掛けられた爆薬によって「Wendover」は転覆したものの沈まず、砲撃によって沈められた。「Wendover」の乗組員からは4名の死者が出た。7月17日、穀物を積んだオランダ船「Tela」を沈めた。

### アルカンタラとの交戦
ここまでで「トール」の獲物となった船の内、信号を発したのは1隻のみであり、それも受信したところはなかった。イギリスの南アメリカ管区のヘンリー・ハーウッド少将がドイツ通商破壊艦の活動に気づいたのは7月17日のことで、彼は2隻しかなかった使用可能な艦の内、仮装巡洋艦「アルカンタラ」をトリニダージ諸島付近へ派遣した。7月28日、「アルカンタラ」は「トール」と遭遇した。相手は仮装巡洋艦だと判断し、ケーラーは逃走を図った。しかし、「アルカンタラ」は3時間あまり「トール」を追跡し、速力が勝る「アルカンタラ」は「トール」に接近していった。逃走できる見込み無く、敵の増援が現れる虞もあることからkahlerは交戦を決意し、「トール」は戦闘旗を掲げると砲撃を開始した。複数の命中弾を受けた「アルカンタラ」は射撃指揮装置が破壊され、機関室に浸水して速度が低下するなどし、火災も発生した。とどめを刺すべく接近したところ、「トール」は被弾した。これは不発であったが、退避に移ったところでさらにもう1発被弾し、死者3名負傷者4名が出た。この戦闘で「トール」は284発を発射し、8発が命中した。
8月25日、補給タンカー「Rekum」と会合。9月26日、搭載機が発見したノルウェー船「Kosmos」（17801トン）を停船させた。この船は捕鯨母船として17662トンの鯨油を積んでおり、非常に価値のあるものであった。しかし、目的地が近く異常があればイギリス海軍の情報が伝わることと他船への偽装が不可能な船であることから沈められることとなった。10月8日、イギリスの冷蔵船「Natia」を沈めた。「Natia」は追跡された後砲撃を受けて被弾し、最終的に停止した。同船の乗組員から2名の死者が出た。11月9日、補給船「リオ・グランデ」と会合。4名のイギリス人船長を除き、捕虜が「リオ・グランデ」へ移された。「トール」と「リオ・グランデ」は11月16日に別れた。その後、「リオ・グランデ」はフランスにたどり着いている。

### カーナヴォン・キャッスルとの交戦
11月にはイギリス海軍の「トール」捜索戦力は10隻となっており、そのうちの1隻の仮装巡洋艦「カーナヴォン・キャッスル」が12月5日に「トール」と遭遇した。ケーラーは今回も逃走を試みたが、「カーナヴォン・キャッスル」が接近し、停船命令に続いて発砲されると戦闘を開始した。しばらくは両者とも命中弾を得られず、また「トール」は魚雷2本を発射したが、これは「カーナヴォン・キャッスル」の両側を通過した。その後、「カーナヴォン・キャッスル」は続けて被弾、炎上し、逃走した。「トール」は被弾せず、一方「カーナヴォン・キャッスル」には593発中27発を命中させた。イギリス巡洋艦「カンバーランド」、「エンタープライズ」、「ニューカッスル」が現場に向かったが、「トール」捕捉に失敗している。
12月21日、「トール」はタンカー「Eurofeld」から補給を受けた。この後、「アドミラル・シェーア」と同艦が拿捕した冷蔵船「Duquesa」や、タンカー「Nordmark」も合流した。「Duquesa」は大量の卵を積んだ船で、「トール」も卵の補給を受けた。1941年1月2日に「トール」は他の船と別れた。
補給船との会合や、仮装巡洋艦「ピンギン」に拿捕されフランスへ向かう途中の捕鯨船への補給を監督するといったことがあった後、3月には「トール」はカーボベルデ諸島の南西に移った。3月25日、イギリス客船「ブリタニア (Britannia)」（8799トン）を発見。同船は逃走を図ったため「トール」は発砲。被弾すると「ブリタニア」は止まり、降伏した。乗員、乗客の退船が始まったが、その頃近くにいると思われる船からの「ブリタニア」宛の信号が傍受された。そのため、退船完了後に「ブリタニア」を砲撃で沈めると、ケーラーはその場から離れるよう命じた。近くにいた1名のみが「トール」に収容された。「ブリタニア」には527名が乗っていたが、残されたものの内助かったのは331名であった。同日、「トール」はスウェーデン船「Trollenholm」（5047トン）を臨検。同船はイギリスの海軍本部の傭船で石炭を運んでいたため沈めた。

### Voltaireとの交戦
4月4日、「トール」はカーボベルデ諸島の西約900浬でイギリス仮装巡洋艦「Voltaire」と遭遇した。この時は「トール」はギリシャ船に偽装していた。両者とも相手の素性を確認するため互いに接近。当初ケーラーは退避行動をとらない相手を中立国船だと考えていたが、誰何を受けるに至って発砲。続いて戦闘となった。「トール」は最初から命中弾を出した。「Voltaire」は無線室を破壊され、電力も失い、また炎上した。さらに、操舵装置が被害を受け、「Voltaire」は旋回しだした。砲が過熱により使えなくなるとケーラーは魚雷を発射しようとしたが、白旗が振られているのを見たため発射はされずに終わった。「Voltaire」はその後沈没した。「トール」の被害はマスト最上部への被弾のみであった。
4月16日、ノルウェーの鉱石運搬船「Sir Ernest Cassel」（7739トン）を沈めた。「トール」はイギリス海峡を経て4月30日にドイツに帰還した。

### 2回目の出撃
2度目の航海ではGünther Gumprichが艦長となった。また、「トール」にはレーダーが装備された。「トール」は最初の時はスウェーデンの鉱石運搬船「Bothnia」に衝突して沈めてしまいドック入りとなったが、1941年11月30日に改めてドイツから出航。フランス沿いに進んで大西洋に出ると「トール」は南極海へ向かい、到着後は捕鯨船を探したが何も発見できなかった。そのため、Gumprichは北上を決めた。
3月23日、「トール」はトリスタンダクーニャの南でギリシャ船「Pagositikos」（3492トン）を沈めた。「Pagositikos」は停船し、乗員の収容後「トール」は魚雷1発で「Pagositikos」を沈めた。3月24日、補給船「Regensburg」から補給を受けた。
3月30日、「Wellpark」（4649または4469トン）を沈めた。搭載機が発見した同船に接近すると、Gumprichは再び飛行機を飛ばしアンテナの破壊を命じた。同機は銃撃戦となりながらも垂らした鉤付きのワイヤーでアンテナを引きはがすことに成功した。その後、「トール」からの砲撃を受けて被弾した「Wellpark」は止まった。4月1日、イギリス船「Willesden」（4563トン）を沈めた。この船も「Wellpark」同様搭載機によって発見され、またアンテナを破壊された。今回は爆弾も投下されたが、それは外れた。「Willesden」は石油のドラム缶を積んでおり、「トール」からの砲撃で被弾すると炎上し乗員は船を離れた。「Willesden」の乗員から2名の死者が出た。4月3日にも同じような経過でノルウェー船「Aust」（5630トン）を沈めた。
4月10日、「トール」はレーダーが捉えた船に日没後接近。その船はイギリス船「Kirkpool」（4842トン）であった。無灯火であり、ドイツの補給船の船影とも合致しないため敵と判断され、まず魚雷1本が発射されたが外れた。続いて「トール」は砲撃。「Kirkpool」は被弾炎上し、最後は魚雷1発で沈められた。乗員46名中、30名が救助された。

### インド洋へ
インド洋行きを命じられた「トール」は4月22日に喜望峰を回った。日本との交渉により、東アフリカ沖は日本の潜水艦の活動場所となり、「トール」の作戦場所はインド洋南東部となった。5月4日、補給船「Regensburg」と会合し、捕虜162名が同船へ移送された。
5月10日、「トール」の搭載機は客船「Nankin」（7131トン）を発見した。同機はアンテナ破壊を試みたが、今回は失敗した。一方、「トール」は逃げる「Nankin」に追いつき、砲戦となった。最終的に「Nankin」は被弾し、同船船長は退船命令を出した。「Nankin」は補修され、その後合流した「Regensburg」とともに日本へ送られた。6月14日夕刻、「トール」のレーダーが船を捉えた。それはタンカー「Ollivia」（6307トン）であった。Gumprichが無線室を破壊しようとして発砲したところ、「Ollivia」は炎に包まれ、沈没した。「Ollivia」の乗組員は1名のみが「トール」に救助された他、4名が生きてマダガスカルのたどり着いた。6月19日、ノルウェーのタンカー「Herborg」（7874トン）を拿捕。この船は飛行機によってアンテナを引きはがされ、次いで「トール」から警告射撃を受けると停船した。「Herborg」は「Hohenfriedburg」と改名されて日本へ送られ、7月7日に到着している。続いて7月4日にもノルウェーのタンカーを拿捕した。それは「Madrono」（5894トン）で、「Rossbach」と改名されて日本へ送られ、8月5日に到着している。7月20日、イギリス船「Indus」（5187トン）を沈めた。この船は抵抗して無電も発続け、「トール」の砲撃を受けて乗員半数が死亡した。
この後、「トール」は横浜へ向かい、ボルネオを経由して10月10日に到着した。

### 喪失
11月30日に「トール」の横に係船されていたドイツのタンカー「ウッカーマルク」で爆発が起きて「トール」などにも延焼し、「ウッカーマルク」に加え「トール」なども全損となった。この事故で「トール」乗員は13名が死亡した。